# Temple de Luxor

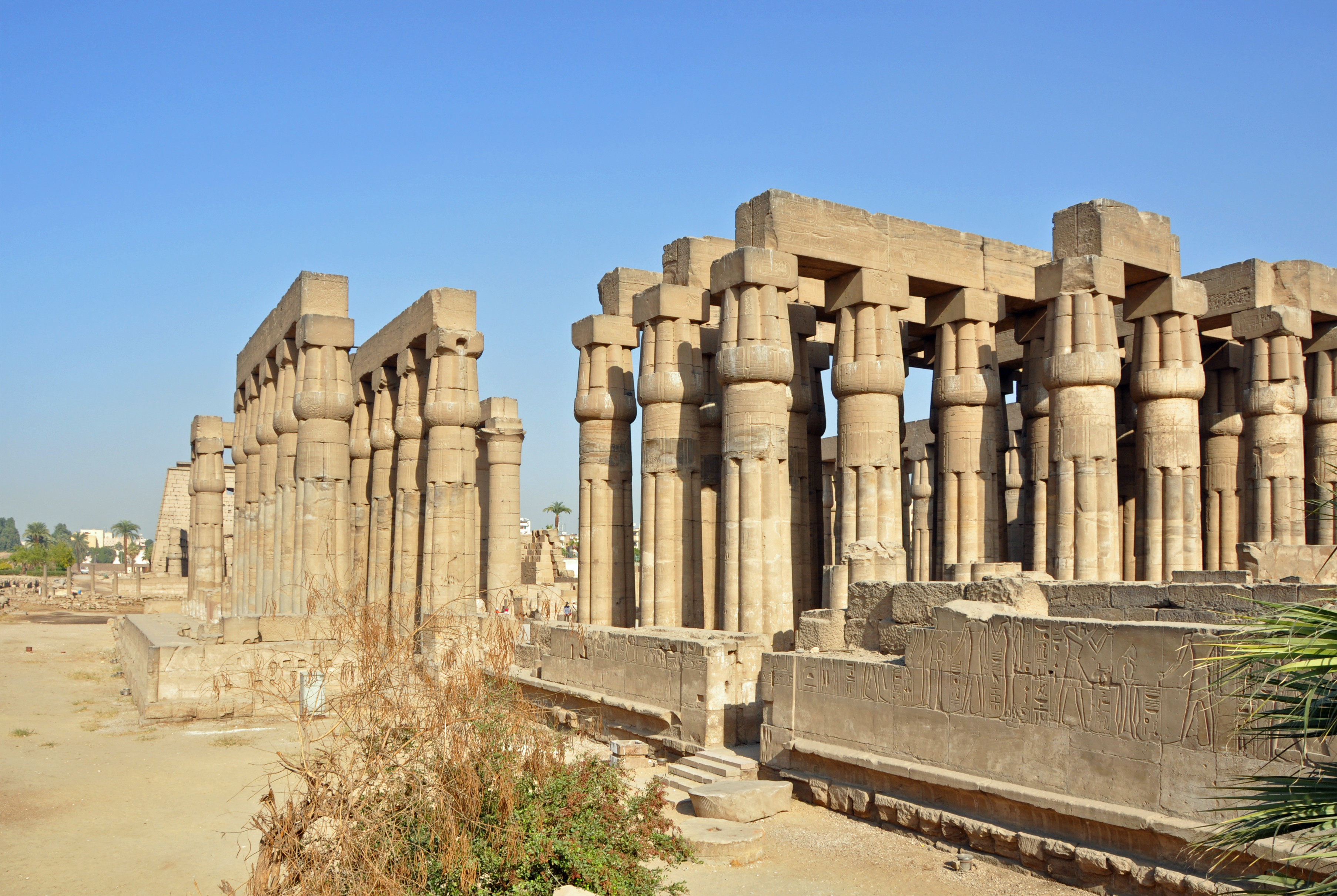
Temple de Luxor.

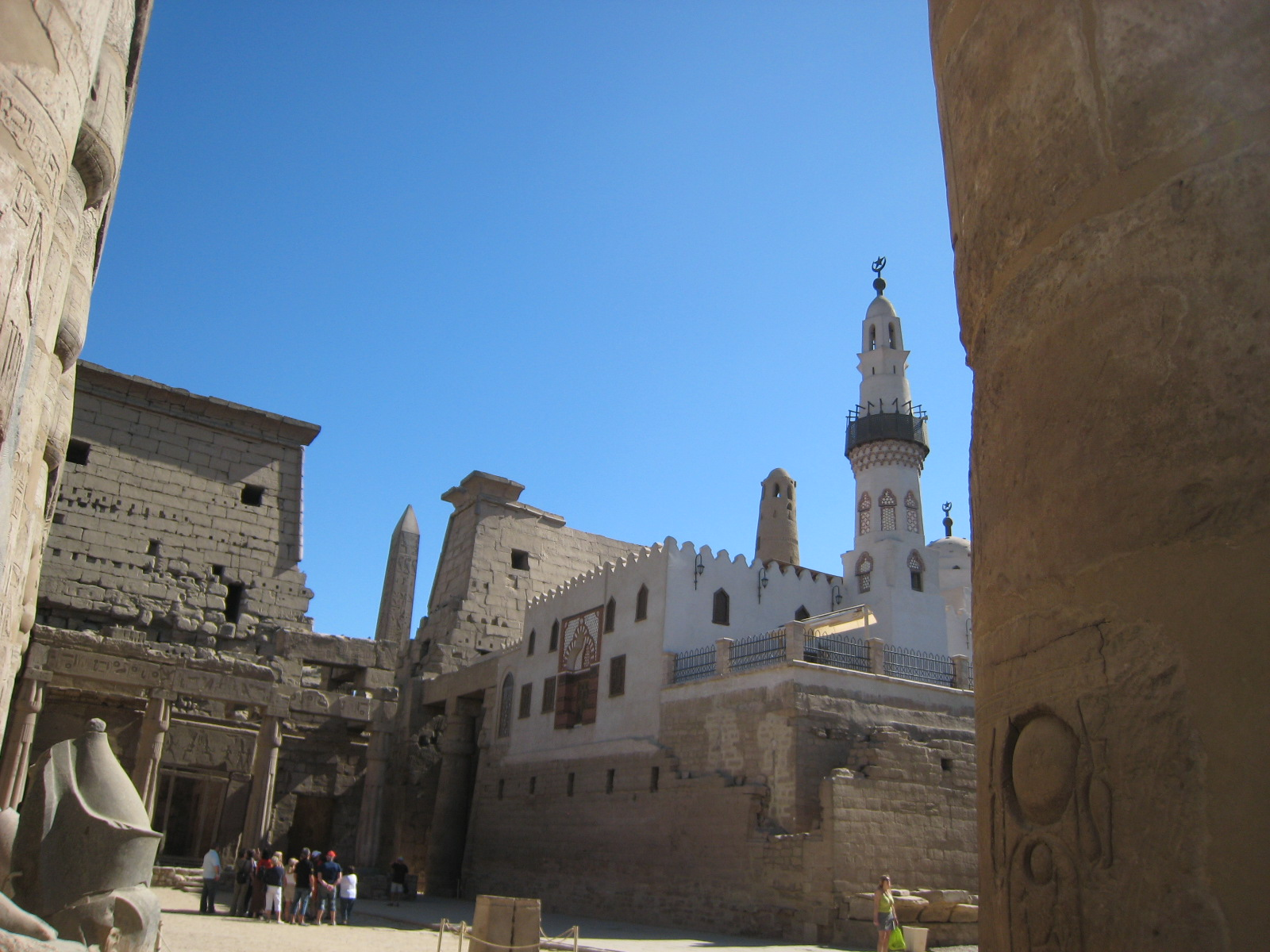
Vista del nord del temple (entrada) des del sud-oest. Al fons, la mesquita d'Abu el-Haggag incrustada al temple.

El temple de Luxor (o Ipet-resyt en egipci antic, el santuari del sud) és un temple faraònic situat a la ciutat de Luxor, Egipte, antigament coneguda com a Tebes. Forma part del complex històric de l'Antiga Tebes i la seva necròpolis, espai declarat Patrimoni de la Humanitat de la UNESCO l'any 1979.
Va ser un dels dos temples principals de la riba est, l'altre era Karnak. A diferència dels altres temples de Tebes, el temple de Luxor no està dedicat a un déu de culte ni a una versió deificada del faraó en la mort. En canvi, el temple de Luxor està dedicat al rejoveniment de la reialesa; pot haver estat on molts dels faraons d'Egipte van ser coronats en realitat o conceptualment (com en el cas d'Alexandre el Gran, que va afirmar que va ser coronat a Luxor però potser mai va viatjar al sud de Memphis, a prop del Caire modern).
A la part posterior del temple hi ha capelles construïdes per Amenofis III de la XVIII dinastia i Alexandre. Altres parts del temple van ser construïdes per Tutankamon i Ramsès II. Durant l’època romana, el temple i els seus voltants van ser una fortalesa legionària i la seu del govern romà de la zona. Durant el període romà, una capella dins del temple de Luxor, originalment dedicada a la deessa Mut, es va transformar en una capella de culte de la tetrarquia i més tard en una església.

## Història
Les primeres notícies del temple de Luxor daten de l'any 1392 aC, en temps de la dinastia XVIII. Va ser dedicat a les divinitats Mut, Khonsu i Amon i construït al llarg dels segles per diversos governants. L'estructura més antiga, un santuari, data del regnat de Hatxepsut (1473–1458 aC), mentre que el nucli del temple va ser construït en temps d'Amenofis III (1390–1352 aC). La decoració interior va ser completada pels faraons Tutankamon (1336–1327 aC) i Horemheb (1323–1295 aC), i Ramsès II (1279–1213 aC) va ampliar el temple amb espais annexos.
A finals del segle iii els romans van reaprofitar els espais del temple amb la construcció d'un fort al voltant i l'ús d'una de les sales com a santuari. També van redecorar-lo cobrint els relleus originals de la paret amb frescs que representaven l'emperador Dioclecià i els seus tres corregents. Durant el segle XIV el xeic Abu Al Haggag va fer construir una mesquita en un dels patis interiors. Muhàmmad Alí Paixà va oferir els dos obeliscs situats a l'entrada del temple a França el 1829, però només un va ser transportat a París, on ara es troba a la plaça de la Concorde.
L'any 1885 van començar les obres d'excavació que van permetre recuperar restes de l'antiga ciutat i dels diversos espais del temple. També es va restaurar la mesquita, que havia estat malmesa per un incendi. L'any 1989 es van trobar 26 estàtues de l'època romana, ara exposades al Museu de Luxor. Actualment encara s'utilitza el temple com a lloc de culte.

## Localització i característiques
El temple de Luxor es troba dins el complex de l'Antiga Tebes i la seva necròpolis, que inclou els temples de Karnak i Luxor i les necròpolis de la Vall dels Reis i la Vall de les Reines. Està situat a uns tres quilòmetres al sud del temple de Karnak, amb el qual estava comunicat antigament per un passeig vorejat per esfinxs.
Es va construir a la riba est del riu Nil i a diferència d'altres temples egipcis antics no s'orienta en funció de l'eix est-oest, sinó que està orientat cap a Karnak com a mostra de veneració cap a Amenemope.
El temple està dividit en deu seccions: l'avinguda de les Esfinxs, el Primer Piló, el Campament Romà, la Mesquita, la Cort de Ramsès II, la Cort d'Amenhotep III, la Capella de Mut, la Capella de Khonsu, la Capella d'Amon i, finalment, i la Cambra del Naixement. Les parets del temple estan fetes amb maons de fang per simbolitzar la separació entre el món dels egipcis i les seves deïtats. Un peristil i un vestíbul amb una gran columnata condueixen al nucli del temple a través d'una porta emmarcada per grans estàtues i obeliscs. La decoració de les habitacions interiors representa una sèrie d'escenes conegudes com el Naixement diví, on es mostra al faraó com a fill directe del déu Amon.
Antigament el temple estava envoltat de cases, botigues i tallers de maons de fang que van quedar soterrats sota la ciutat moderna. Després de la decadència de la ciutat antiga, els habitants es van traslladar a l'interior del complex del temple per reconstruir-hi la ciutat.

## Construcció
El temple de Luxor va ser construït amb gres de la zona de Gebel el-Silsila, que es troba al sud-oest d'Egipte. Aquesta pedra gres es coneix com a pedra gres nubia. Es va utilitzar per a la construcció de monuments a l'Alt Egipte, així com en el curs d'obres de restauració passades i actuals.
Com altres estructures egípcies, una tècnica comuna utilitzada era el simbolisme o il·lusionisme. Per exemple, per als egipcis, un santuari amb forma de xacal d'Anubis era en realitat Anubis. Al temple de Luxor, els dos dos obeliscs (el més petit, més a prop de l'oest, ara es troba a la Place de la Concorde de París) que flanquejaven l'entrada no tenien la mateixa alçada, però creaven la il·lusió que sí que ho tenien.  Amb la disposició del temple semblen tenir la mateixa alçada, però mitjançant l'il·lusionisme, es realcen les distàncies relatives, fent que semblin de la mateixa mida a la paret que hi ha darrere. Simbòlicament, és un efecte visual i espacial per emfatitzar les altures i la distància des de la paret, realçant el camí ja existent.

## Excavació
Des de l'Edat Mitjana, la població de Luxor s'havia establert al voltant del temple, a l'extrem sud de la muntanya. A causa d'això, s'havien acumulat segles de runes, fins al punt que hi havia un turó artificial d'uns  14,5 a 15 m d'alçada. El professor Gaston Maspero havia començat a excavar el temple de Luxor després de 1884, un cop se li havia donat permís per començar les operacions. Les excavacions van ser esporàdiques fins al 1960.
Amb el temps, les deixalles acumulades al llarg dels segles havien enterrat tres quartes parts del temple, que contenia els patis i les columnates que formaven el nucli de la meitat àrab del poble modern. Maspero ja s'hi havia interessat anteriorment i havia obtingut el càrrec de Mariette Pasha per completar la feina el 1881. No només hi havia escombraries, sinó que també hi havia barracons, magatzems, cases, barraques, colomars, que calia retirar per excavar el jaciment. (Encara existeix una mesquita en funcionament dins del temple que mai es va retirar.) Maspero va rebre del ministre d'obres públiques egipci l'autorització necessària per obtenir fons per negociar una compensació pels terrenys coberts per les cases i dependències.

## Festivals

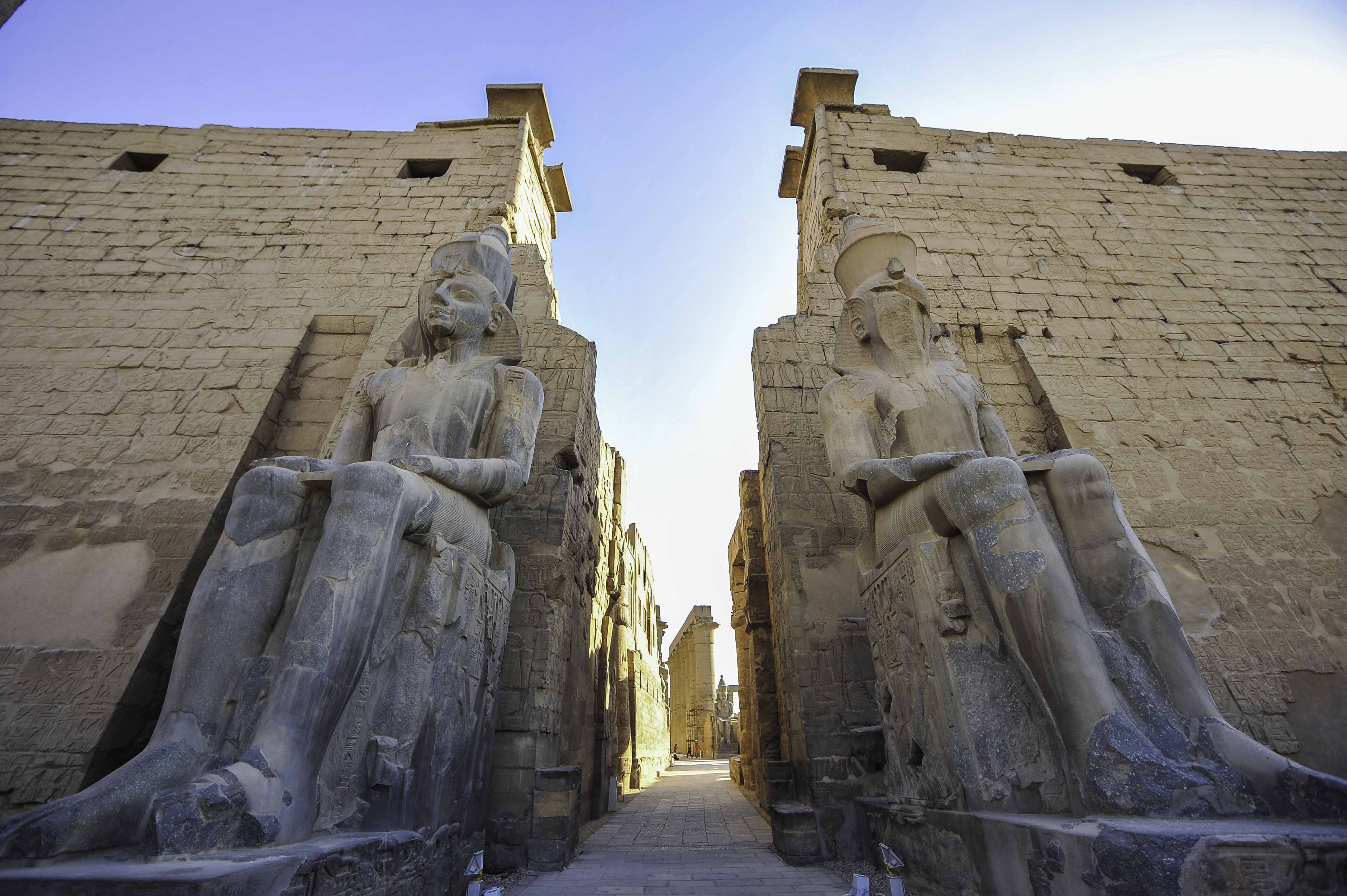
Estàtues de Ramsès II a l'entrada pel primer piló del temple de Luxor

El temple de Luxor va ser construït durant el Nou Regne i dedicat a la tríada tebana formada per Amon, la seva consort Mut i el seu fill Khonsu. L'objectiu del Festival anual d'Opet, en què una estàtua de culte d'Amon es desfilava Nil avall des del proper temple de Karnak (ipet-sut) per romandre-hi durant un temps amb la seva consort Mut, era promoure la fertilitat d'Amon-Ra i del faraó. Tanmateix, altres estudis sobre el temple realitzats per l'equip de l'Epigraphic Survey presenten una interpretació completament nova de Luxor i el seu gran festival anual (la Festa d'Opet). Han conclòs que Luxor és el temple dedicat al diví governant egipci o, més precisament, al culte del Ka Reial. Es poden veure exemples del culte del Ka Reial amb les figures colossals assegudes del deificat Ramsès II davant del Piló i a l'entrada de la Gran Columnata que són clarament estàtues de Ka, estàtues de culte del rei com a encarnació del Ka reial.

## Avinguda de les Esfinxs i estacions del Santuari

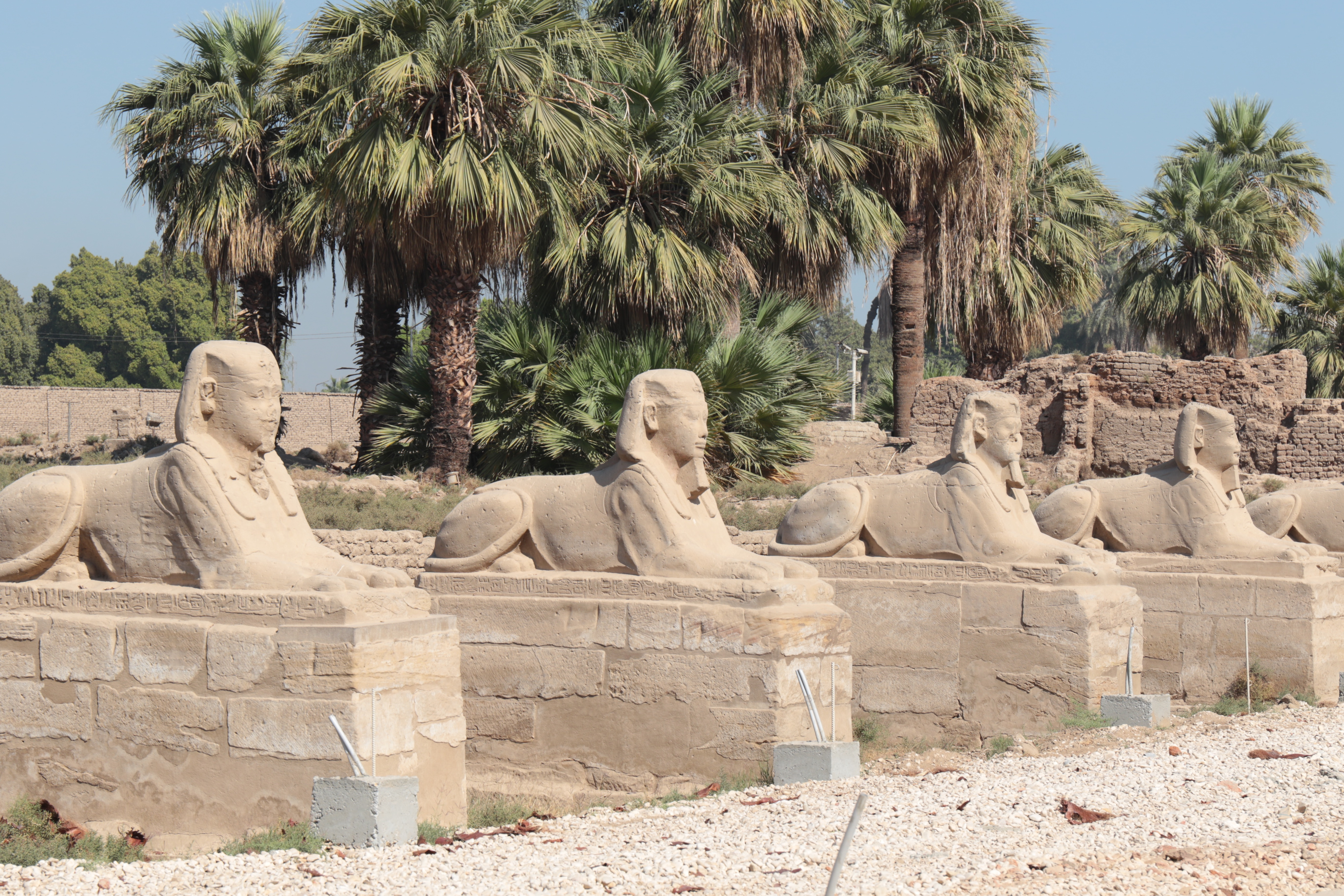
L'Avinguda de les Esfinxs de Luxor, una avinguda d'esfinxs amb cap humà que antigament connectava els temples de Karnak i Luxor.

L'avinguda (coneguda com wi.t ntr 'camí de déu'; طريق الكباش) que anava en línia recta durant uns 2.700 m. entre el temple de Luxor i la zona de Karnak estava ple d'esfinxs amb cap humà; en l'antiguitat és probable que aquestes substituïssin esfinxs anteriors que podrien haver tingut caps diferents. Sis santuaris amb barques, que servien com a estacions de pas per a les barques dels déus durant les processons festives, es van establir a l'avinguda entre el temple de Karnak i el de Luxor. Al llarg de l'avinguda es van establir les estacions per a cerimònies com la Festa d'Opet, que tenia importància per al temple. Cada estació tenia una finalitat, per exemple la quarta estació era l'estació de Kamare, que refredava el rem d'Amon. La cinquena estació de Kamare va ser l'estació que va rebre la bellesa d'Amon. Finalment, la Sisena Estació de Kamare era un santuari per a Amon, el Sant dels Passos.
Un petit santuari de maons de fang es va construir al pati de Nectabeu I a principis del segle II (126 dC) i estava dedicat a Serapis i Isis; va ser regalat a l'emperador romà Hadrià el dia del seu aniversari.

## Mesquita d'Abu Haggag

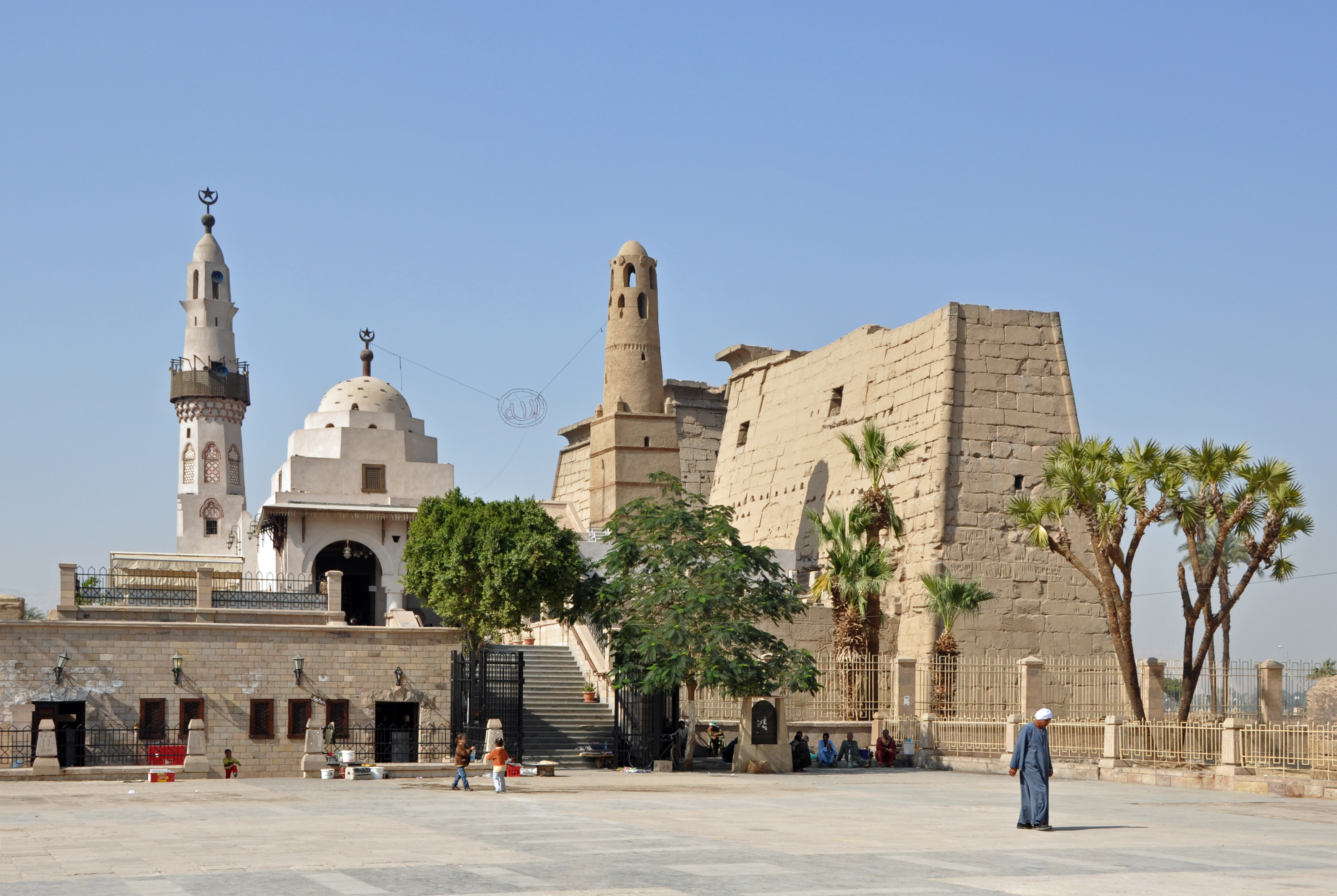
La mesquita d'Abu Haggag vista des de l'est

L'activa mesquita d'Abu Haggag (مسجد أبو الحجاج بالأقصر) es troba dins del temple, assentat sobre les antigues columnes. Aquesta part del Temple de Luxor va ser convertida en església pels romans l'any 395 dC, i després en mesquita cap al 640 dC, cosa que representa més de 3.400 anys de culte religiós continu.

## Desfiguració
El 2013, un estudiant xinès va publicar una foto amb un gravat que deia Ding Jinhao va ser aquí (Chinese) en xinès sobre una escultura. Aquest descobriment va estimular el debat sobre l'augment del turisme després que els mitjans de comunicació confirmessin que un estudiant xinès va causar aquesta i altres desfiguracions. Els grafits han estat parcialment esborrats des de llavors.

## Galeria

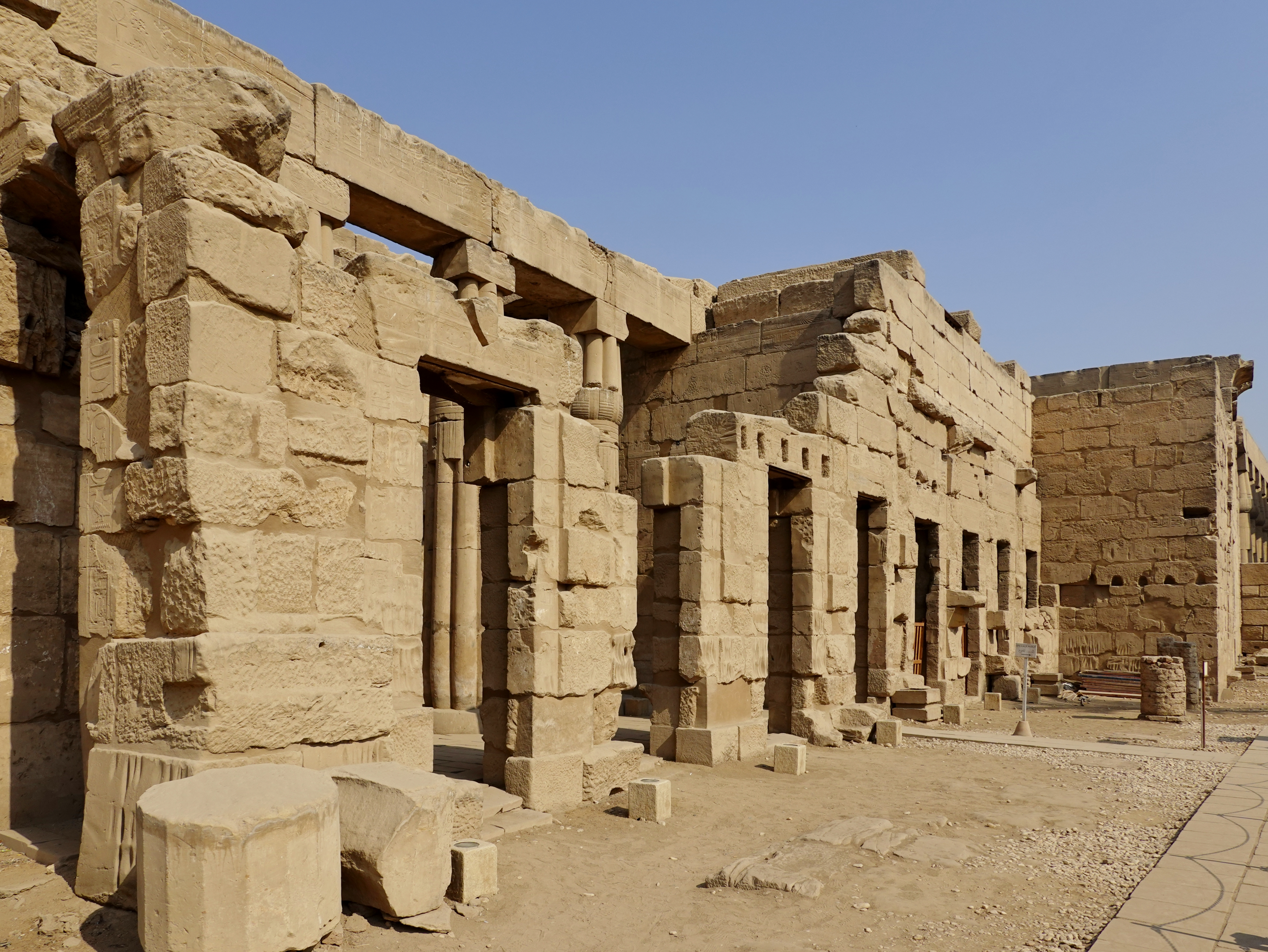
Santuari del Temple de Luxor
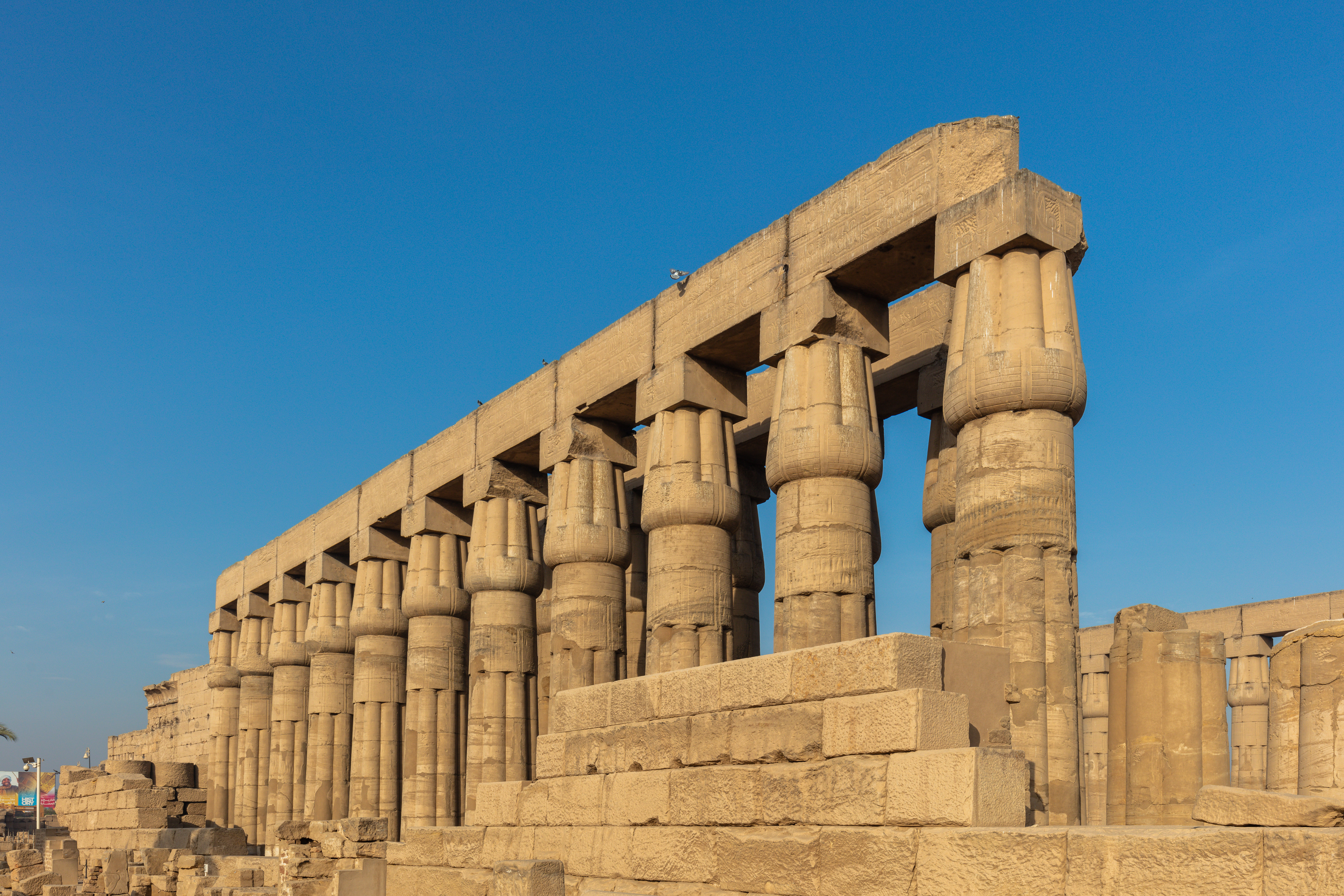
Cort solar d'Amenhotep III
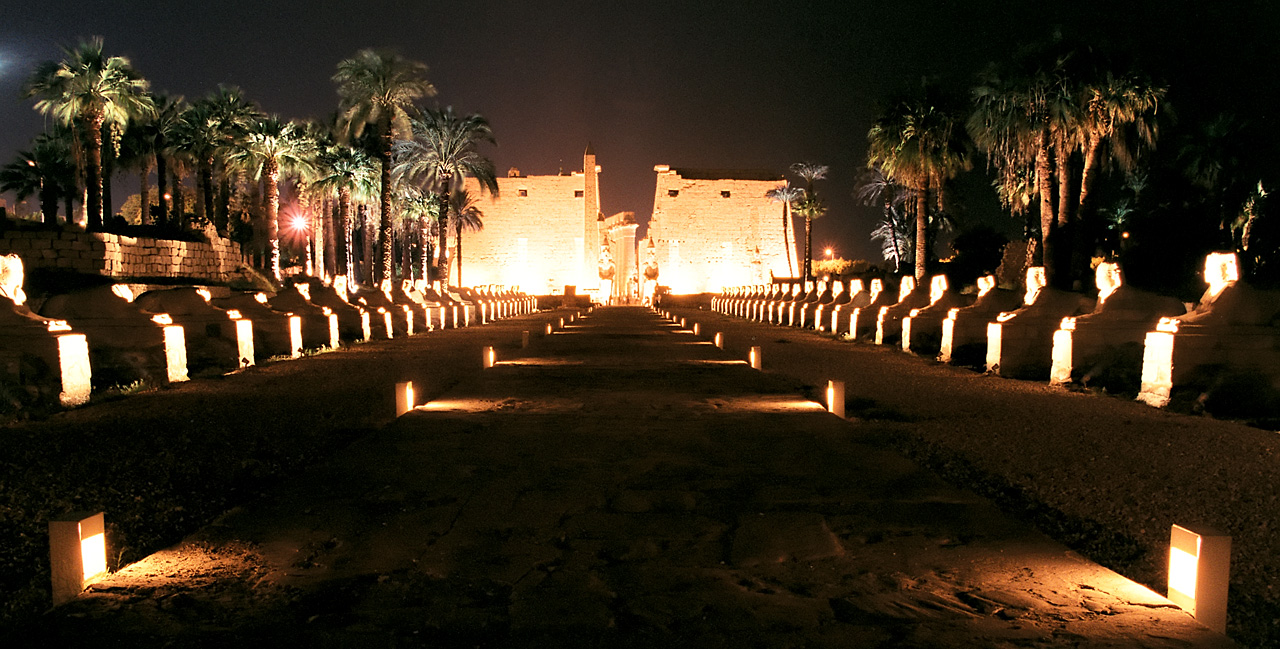
L'avinguda de les esfinxs de nit
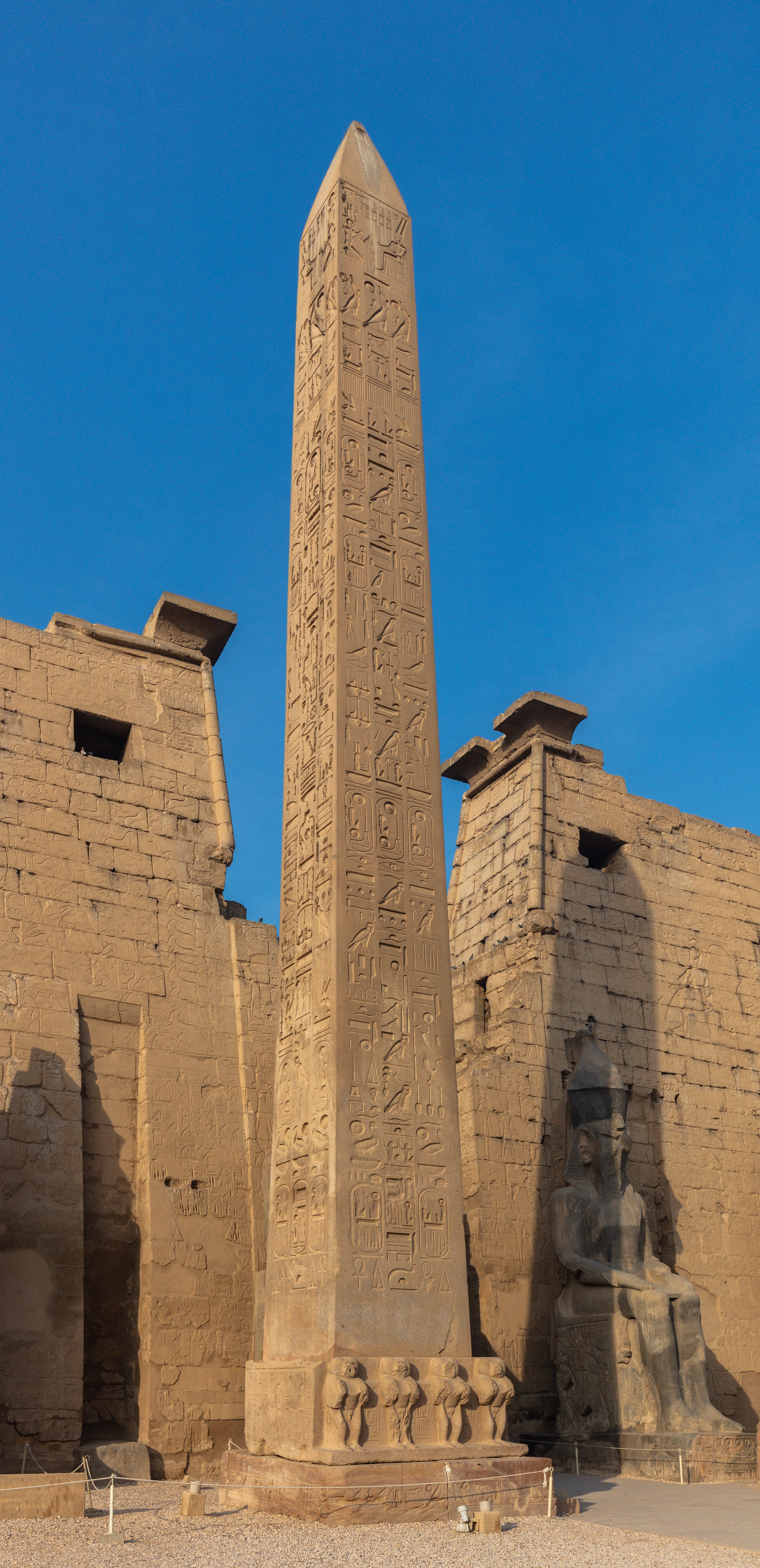
Piló i obelisc de Ramsès II
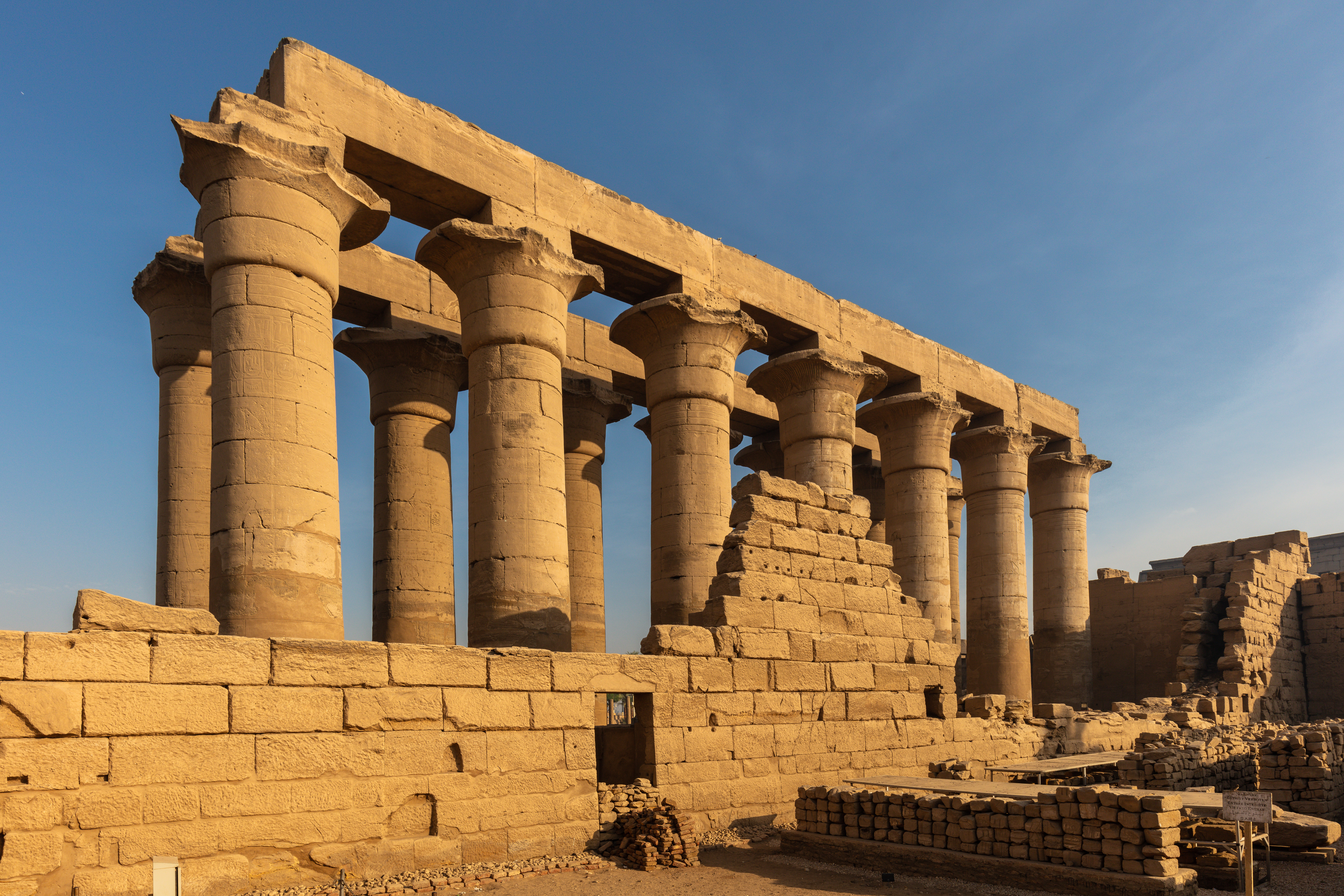
La Gran Columnata
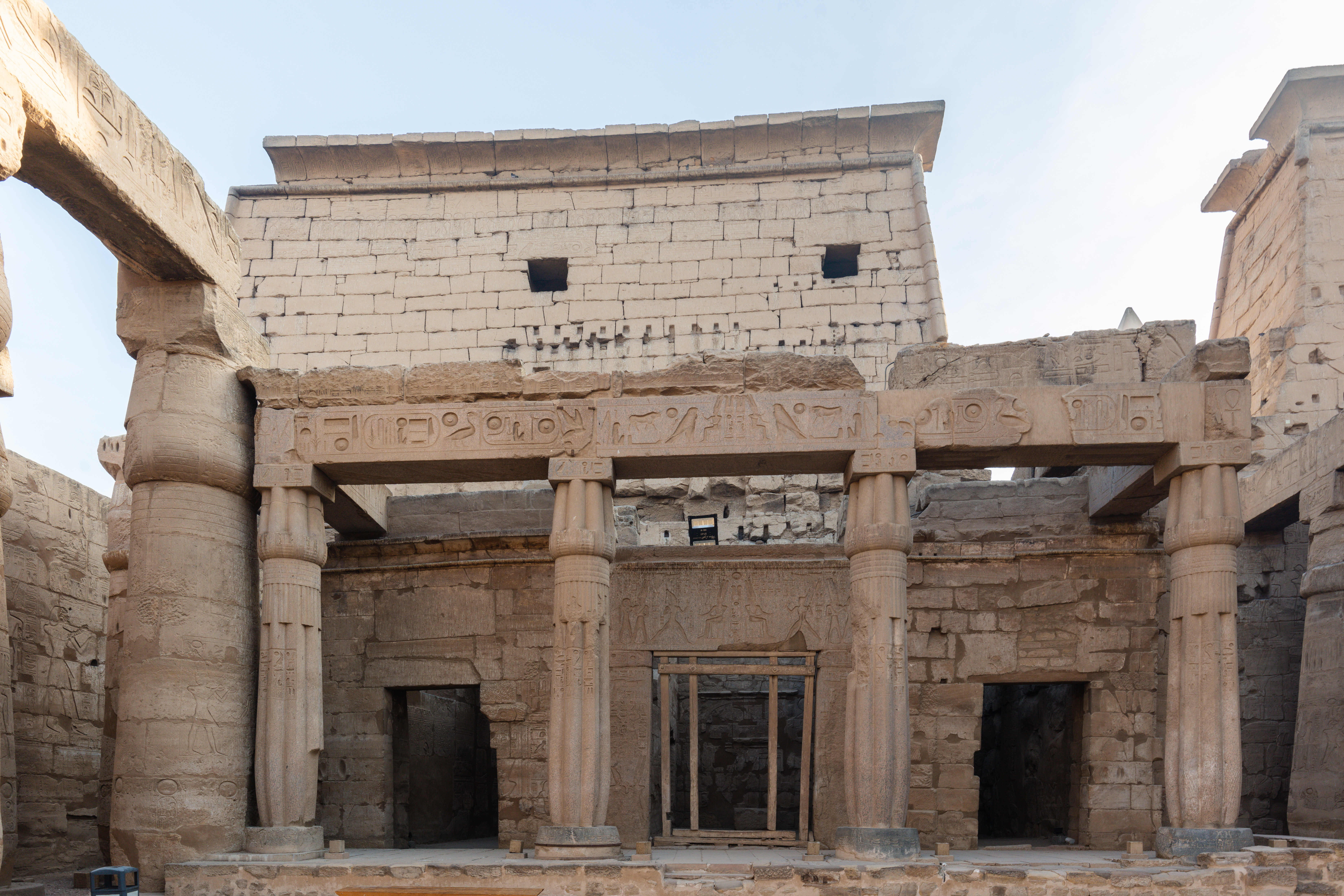
Santuari de la Tríada Tebana
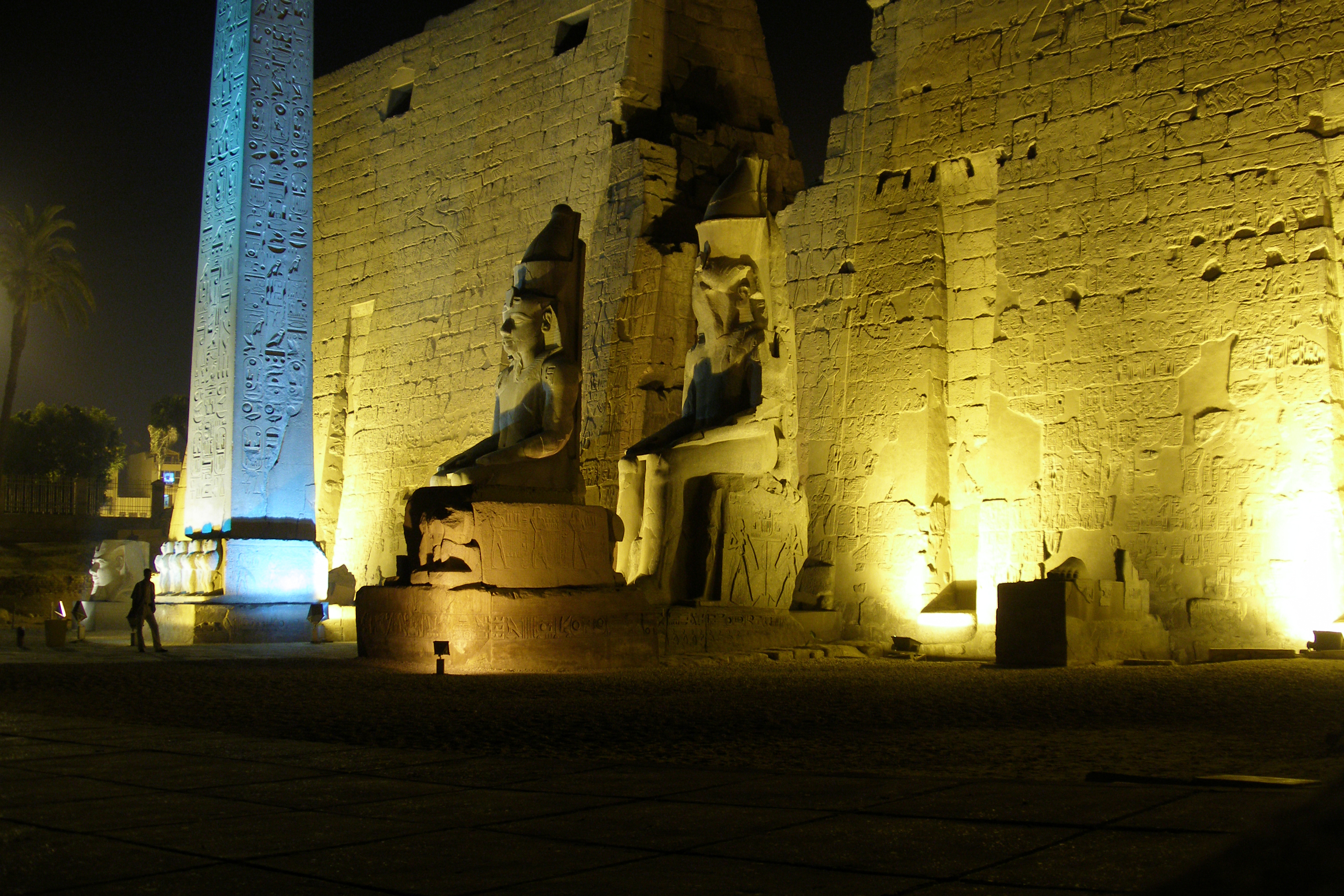
Primer piló a la nit
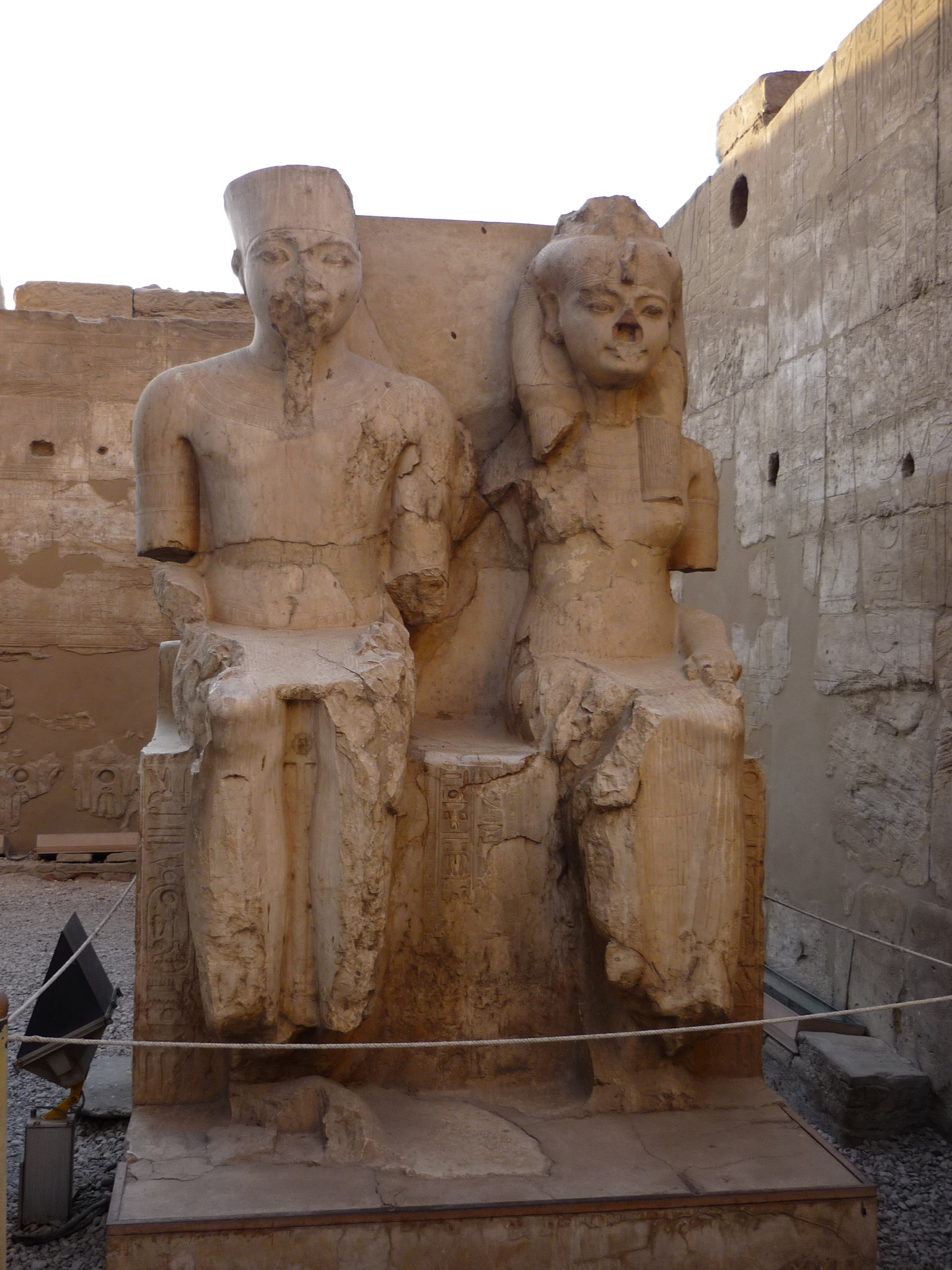
Una estàtua doble d’Amon i Mut amb els trets facials de Tutankamon i Ankhesenamon, respectivament.